# 道路時刻表
道路時刻表（どうろじこくひょう）とは、道路整備促進期成同盟会全国協議会が1984年度から2007年度まで年1回の頻度で発行していた、日本国内の高速道路及び一般国道の標準的な所要時間が冊子体の時刻表の形式に倣って書かれた物である。ただし、2008年度以降は、絶版となっている。

## 解説

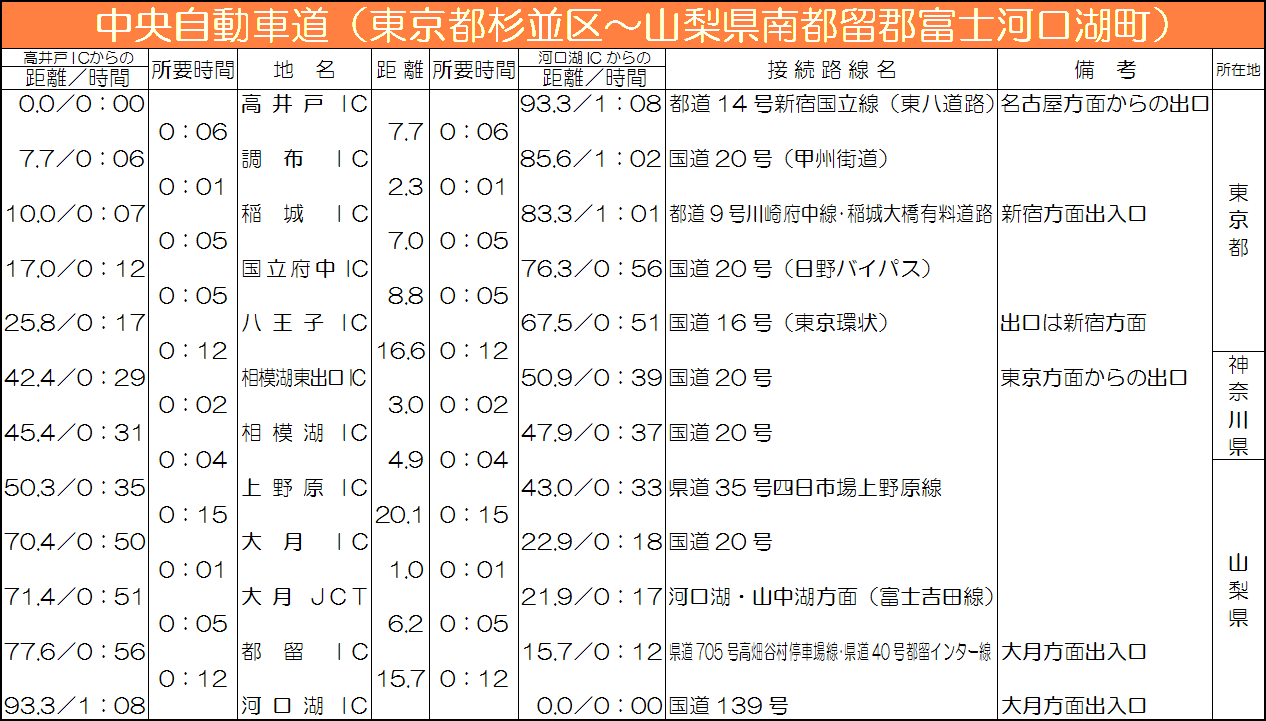
中央自動車道（高井戸IC - 河口湖IC）の道路時刻表。

鉄道時刻表は出発時刻と到着時刻を知る事が最大の目的であるのに対して、道路時刻表は目的地までの所要時間を知るための資料である。道路時刻表には、主要な道路の区間ごとのおおよその所要時間が記載された。所要時間については、高速道路と一般国道を実際に走行して計測されたデータを基としていた。誤差を極力少なくするために、交通混雑が発生し易い時間帯や条件を避けて、平日の10時から16時の間の時間帯を乗用車で実測して作成し、信号待ちや渋滞の時間も含まれた。ただし、これはあくまでも目安程度の物である。したがって、実際の走行時間帯や曜日により変化する交通状況によっては、道路時刻表に記載された時間通りに走行できるとは限らないといった程度の精度であった。

## 歴史
道路時刻表は、道路整備促進期成同盟会全国協議会が、1984年度から2007年度まで年1回の頻度で発行していたものの、2008年度以降は発行を中止した。また、武揚堂から書籍として出版もされていた。日本の主要観光地への経路や距離、時間、道路交通情報、宿泊情報なども記載され、観光ガイド本としても利用できた。これを基にした各地方版が国土交通省の道路局のウェブサイトで公開されていたものの、2011年頃に閉鎖された。